# Dafeichuan

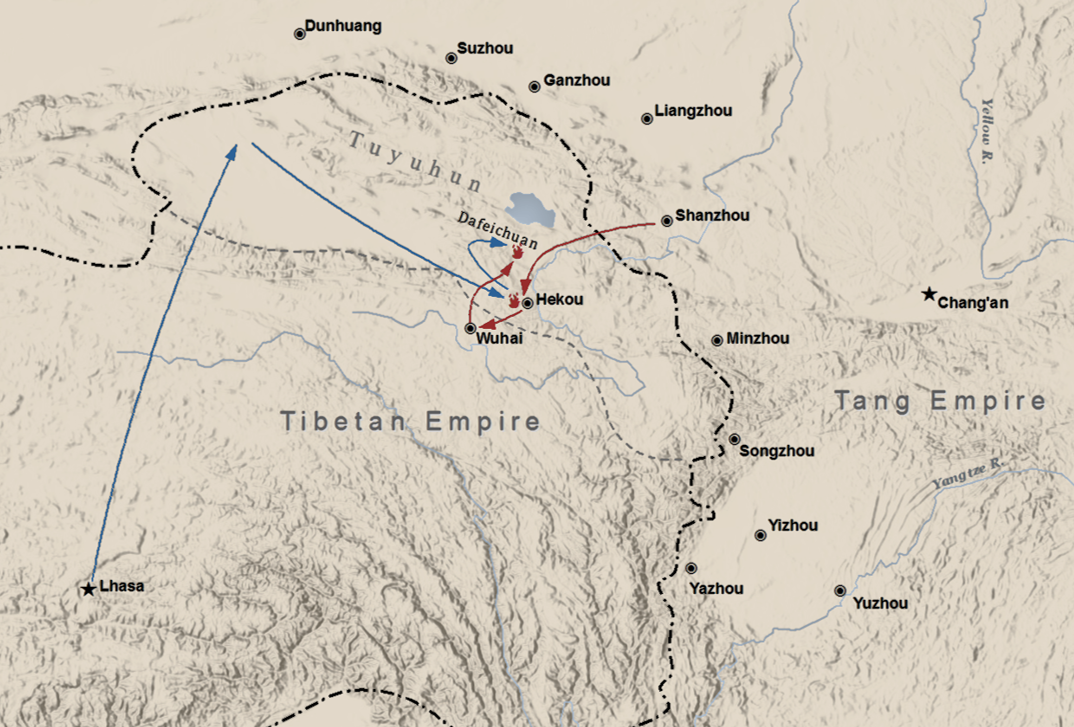
Schlacht am Dafei Fluss

Dafeichuan (chinesisch 大非川, Pinyin Dàfēichuān, tib. རྡ་སན་ཅན་ rDa-san-can) ist eine historische Stätte einer Schlacht zwischen dem Kaiserreich China der Tang-Dynastie und der Tibetischen Monarchie (Tubo) in der chinesischen Provinz Qinghai.
Sie befindet sich im Südwesten des heutigen Kreises Gonghe des Autonomen Bezirks Hainan der Tibeter auf der Qieji-Ebene, einer Meinung zufolge soll es sich um den Fluss Buha He im Westen des Qinghai-Sees (Koko Nor) handeln. Im Jahr 670, dem 1. Jahr der Xianhe-Ära der Tang-Dynastie, erlitten hier der Tang-General Xue Rengui (614–683) und Ashina Daozhen auf altem Gebiet des Tuyuhun-Reiches eine schwere Niederlage gegen die Tibeter (Tubo) unter Lun Qinling.

### Nachschlagewerke
- Cihai („Meer der Wörter“), Shanghai cishu chubanshe, Schanghai 2002, ISBN 7-5326-0839-5